# Мольта (Аларский район)
Мольта (бур. Мойэлта) — деревня в Аларском районе Иркутской области России. Входит в состав муниципального образования «Нельхай».

## География
Находится примерно в 17 км к востоку от районного центра.
Состоит из 1-й улицы (Трактовая).

## Происхождение названия
По словам Матвея Мельхеева название происходит от бурятского мойэлта — «черёмуховый».
Станислав Гурулёв производит данный топоним от эвенкийского моол — «деревья».
Геннадий Бутаков аналогичные названия связывает с эвенским малтар — «изгиб», «излучина».

## История
Населённый пункт основан в 1920 году.

## Население
| 2002 | 2010 | 2011 | 2012 |
| ---- | ---- | ---- | ---- |
| 26   | ↗173 | ↘172 | ↘160 |